# Nicholas Chrysostom Matz

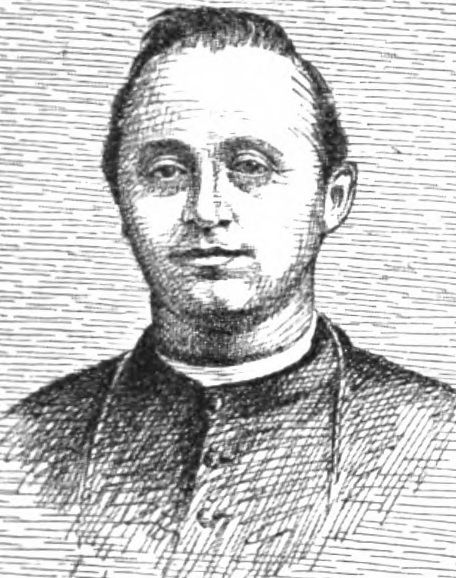
Nicholas Chrysostom Matz

Nicholas Chrysostom Matz (* 6. April 1850 in Munster, Département Moselle, Frankreich; † 9. August 1917 in Denver, Colorado, Vereinigte Staaten) war ein französisch-amerikanischer römisch-katholischer Geistlicher in den Vereinigten Staaten und Bischof von Denver.

## Leben
1868 wanderte Matz mit seiner Familie in die USA aus, wo sie sich in Cincinnati, Ohio niederließen.
Er empfing am 31. Mai 1874 die Priesterweihe.
Am 19. August 1887 wurde er zum Koadjutorbischof von Denver und Titularbischof von Telmissus ernannt. Die Bischofsweihe spendete ihm am 28. Oktober desselben Jahres in der Kathedralbasilika der Unbefleckten Empfängnis der Erzbischof von Santa Fe, Jean-Baptiste Salpointe, als Mitkonsekrator diente Joseph Projectus Machebeuf, Bischof von Denver. Nach dessen Tod am 10. Juli 1889 wurde Matz zum zweiten Bischof von Denver ernannt. Er hatte das Amt bis zu seinem Tod am 9. August 1917 inne.